# Réserve partielle de la Kourtiagou

Das Réserve partielle de la Kourtiagou im WAP-Komplex

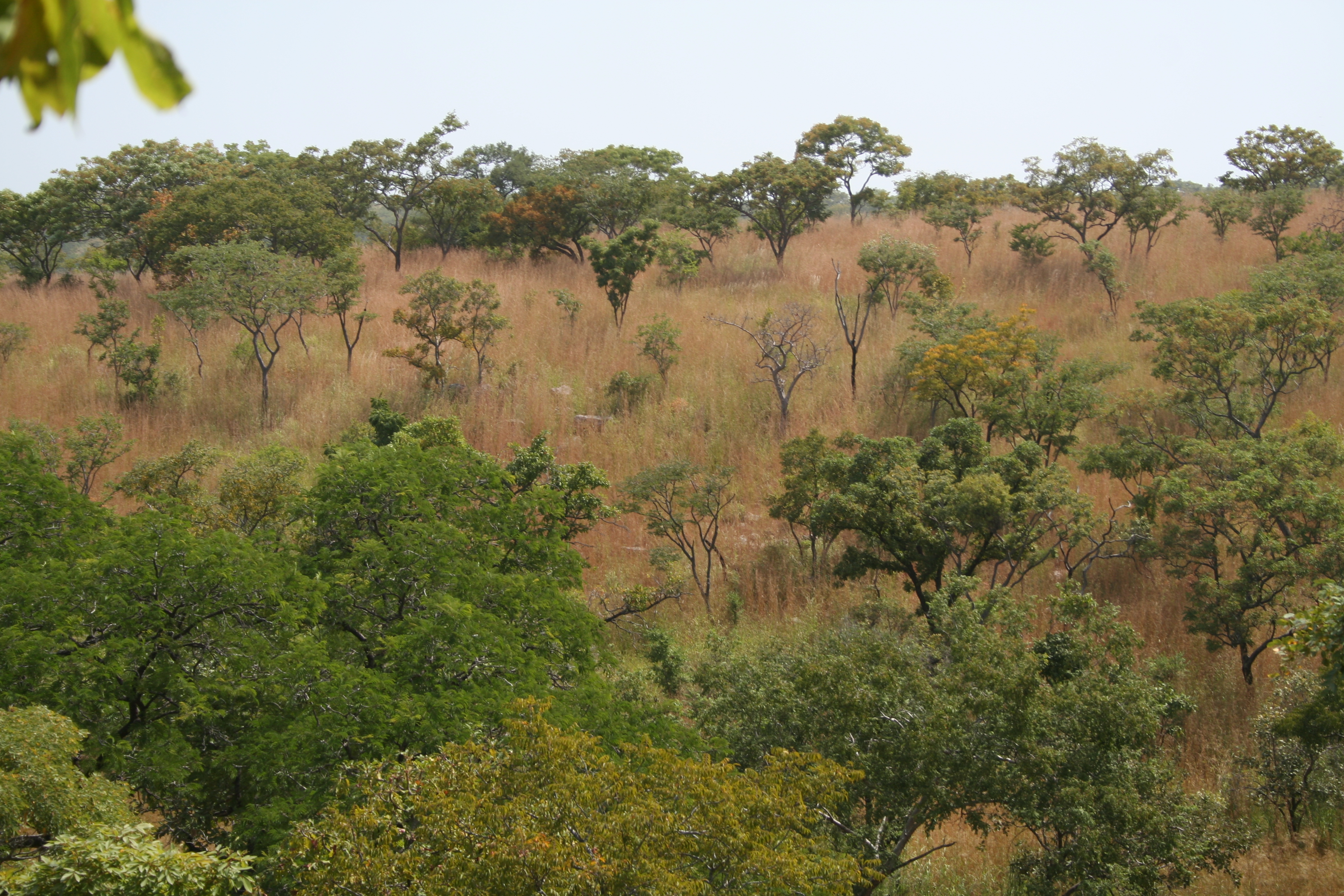
Baumsavannen der Atakora-Kette im Réserve partielle de la Kourtiagou.

Das Réserve partielle de la Kourtiagou liegt im Südosten Burkina Fasos in der Gemeinde Logobou (Provinz Tapoa) zwischen dem Nationalpark W und dem Nationalpark Arly. Seit 2017 ist das Réserve partielle de la Kourtiagou als Teil des WAP-Nationalparkkomplexes UNESCO-Welterbe. Seinen Namen verdankt das Schutzgebiet dem Kourtiagou, einem Nebenfluss des Pendjari, der die westliche Grenze darstellt. Im Osten stellt die Straße R7 von Tansarga nach Banikoara im Benin die Grenze zum Nationalpark W dar. Im Süden reicht das Schutzgebiet bis an die Landesgrenze zum Benin.
Im Réserve partielle de la Kourtiagou herrscht eine typische nordsudanische Savannenvegetation vor. Östliche Ausläufer der Atakora-Kette wie auch flussbegleitende Vegetation an Pendjari und Kourtiagou bereichern die Habitatvielfalt.